# 徐作
徐作（1540年—1620年），字汝念，又字季儒，江西南昌府南昌縣人，民籍，明朝政治人物。

## 生平
嘉靖四十年（1561年）辛酉科江西鄉試第二十九名舉人，四十一年（1562年）中式壬戌科會試第二百一十六名，二甲第九名進士。初任刑部主事，歷郎中，隆慶元年（1567年）三月升福建按察司僉事，四年十月升福建右參議，萬曆元年（1573年）三月升廣西副使、整飭府江兵備，五年正月升雲南右參政，以前剿廣西昭平獞賊功，六月升雲南按察使，六年八月升廣東右布政使，丁憂歸。九年十月復除福建右布政使，遷雲南左布政使。
萬曆二十年（1592年）四月起補山西左布政使，十一月升太僕寺卿，二十一年七月升太常寺卿，二十二年四月升通政使司通政使，九月升工部右侍郎，二十三年五月轉左侍郎，署部事，二十四年六月奉敕提督黃河大工及督建乾清、坤寧兩宮大工，十月晉提督工程都察院右都御史。時爭冊立，忤皇貴妃意，二十六年六月被令回籍，冠帶閑住。神宗晏駕，光宗繼位，起擢工部尚書，未任而卒。

## 家族
曾祖徐子明；祖父徐仲文；父徐顯良。前母蕭氏；母陳氏。具慶下。兄徐侃、徐僎，弟徐偉。